# Shigeru Kasamatsu
Shigeru Kasamatsu född den 16 juli 1947 i Kumano, Japan, är en japansk gymnast.
Han ingick i det japanska lag som tog OS-guld i lagmångkampen, och erövrade individuella OS-silver i barr, OS-brons i räck och OS-brons i friståendei samband med de olympiska gymnastiktävlingarna 1972 i München.